# Village caché
Un village caché (隠れ里, kakurezato) au Japon est, au cours de la période féodale, une communauté et un ensemble d'habitations socialement et géographiquement isolés. Souvent caractérisés par leur inaccessibilité et la facilité de leur défense, la tradition veut que ces villages soient les lieux d'habitation des ninjas. Un exemple de tel site est Kamakura près du Sasuke Inari-jinja.

## Culture populaire
- Dans la série de manga Naruto, le lieu de résidence d'une grande partie des personnages principaux est le village caché de Konoha du pays du Feu, le contexte géopolitique de la série correspondant au Japon féodal et, par conséquent, le thème du village caché est d'une importance primordiale.